# Ad Grimmonbrug
De Ad Grimmonbrug (brug 1915) is een vaste brug in Amsterdam-Oost. De overspanning is genoemd naar Ad Grimmon, een Amsterdamse interieurarchitect die in de eerste helft van de twintigste eeuw veel interieurontwerpen in die stad heeft gerealiseerd.
De brug is gelegen in de Th. K. van Lohuizenlaan, tot 1998 IJburglaan geheten, en voert over de Nieuwe Vaart. Ze verbindt tevens het Zeeburgerpad met het Cruquiuseiland.

## Ontwerp
Het bouwwerk dateert van 1991; het is geheel opgetrokken uit gewapend beton, op de balustrades na. Het ontwerp is van architect Dirk Sterenberg, dan als zelfstandig architect werkend voor de Dienst Publieke Werken. Hij ontwierp meerdere Amsterdamse bruggen. Deze brug is een kleinere versie van de John Rädeckerbrug (brug 1916), die over het Lozingskanaal ligt.
De landhoofden staan in de Nieuwe Vaart. Dat bleek problemen te geven voor een goede doorstroming van het water, zeker als water afgevoerd moest worden naar het gemaal op Zeeburg. Stroomopwaarts ontstond dan door de vrije nauwe doorvaartopening stuwing, terwijl stroomafwaarts draaikolken ontstonden die de doorstroming blokkeerden. Door daar drijvende schotten te leggen werd de vorming van draaikolken voorkomen en kon het water sneller oostwaarts stromen. 

## Naam
De brug werd aanvankelijk aangeduid met het nummer 1915. De gemeente Amsterdam vroeg in 2016 aan de Amsterdamse bevolking om namen voor genummerde bruggen. Deze brug kreeg de naam Ad Grimmonbrug, een vernoeming van binnenhuisarchitect Ad Grimmon die veel voor de gemeente ontwierp. In 2017 werd de vernoeming bekendgemaakt. Er is voor deze naam gekozen omdat in de buurt meerdere straten naar architecten en stedenbouwkundigen zijn vernoemd.

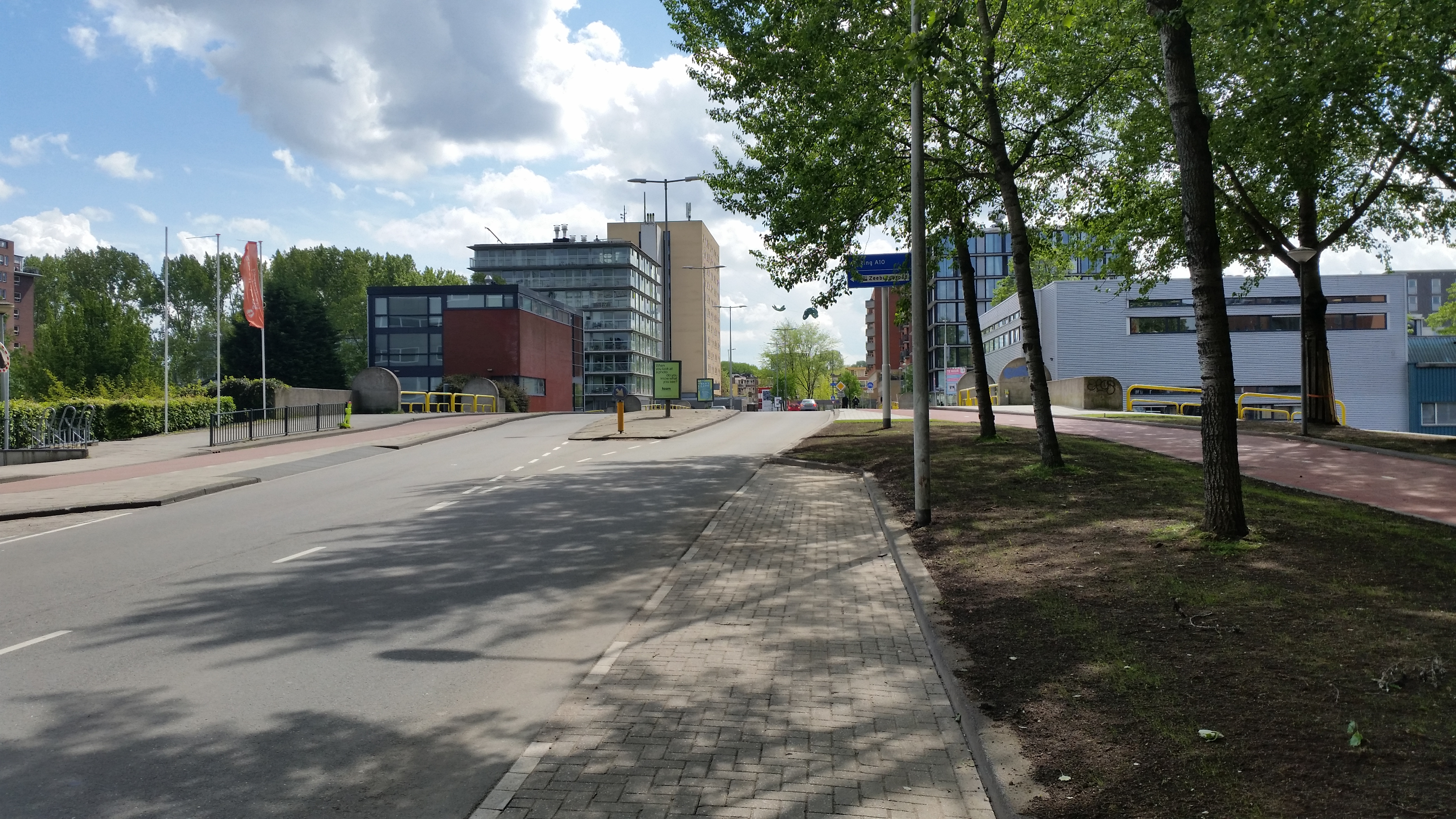
Naar het zuiden gezien de Ad Grimmonbrug (april 2020)

<<< · 1900 · 1901 · 1902 · 1904 · 1906 · 1907 · 1908 · 1909 · 1910 · 1911 · 1913 · 1914 · 1915 · 1916 · 1917 · 1919 · 1920 · 1922 · 1923 · 1925 · 1927 · 1929 · 1930 · 1931 · 1932 · 1933 · 1935 · 1936 · 1937 · 1938 · 1939 · 1940 · 1941 · 1942 · 1944 · 1945 · 1946 · 1947 · 1948 · 1949 · 1950 · 1951 · 1952 · 1953 · 1954 · 1955 · 1956 · 1957 · 1958 · 1959 · 1960 · 1961 · 1962 · 1963 · 1964 · 1965 · 1966 · 1967 · 1968 · 1969 · 1970 · 1971 · 1972 · 1973 · 1974 · 1975 · 1976 · 1977 · 1978 · 1979 · 1980 · 1981 · 1982 · 1983 · 1984 · 1985 · 1986 · 1987 · 1988 · 1989 · 1990 · 1991 · 1992 · 1993 · 1994 · 1995 · 1996 · 1997 · 1998 · 1999 · >>>
Brugnummers 1903, 1905, 1912, 1918, 1921, 1924, 1926, 1928, 1934, 1943 zijn niet (meer) in gebruik (januari 2021)